# Miguel Tapias
Miguel Ángel „Micky” Tapias Dávila (ur. 9 stycznia 1997 w Hermosillo) – meksykański piłkarz występujący na pozycji środkowego obrońcy, od 2025 roku zawodnik Guadalajary.